# Pasargady
Pasargady (klínopisně , novopersky پاسارگاد) byly hlavním městem starověké perské říše a místem posledního odpočinku jejího zakladatele Kýra Velikého. V současné době jsou na seznamu světového dědictví UNESCO.

## Historie
Pozůstatky Pasargad, první metropole achaimenovské říše, se nacházejí přibližně 43 km od Persepole v dnešní íránské provincii Fárs. Město bylo založeno kolem roku 546 př. n. l.
Podle nedávných průzkumů bylo zjištěno, že město bylo postaveno tak, aby odolalo silnému zemětřesení. Nejvýznamnější památkou Pasargad je hrobka Kýra Velikého. Během islámské invaze do Íránu chtěla arabská vojska hrobku zničit. Správci, kteří ji hlídali, přesvědčili Araby, že se jedná o hrob matky krále Šalamouna. Arabové hrobku ušetřili, ozdobili verši z Koránu a nazvali ji Qabr-e Mádar-e Sulejmán, tedy „Hrobka matky krále Šalamouna“ (قبر مادر سلیمان).